# Baalhoekkanaal
Het Baalhoekkanaal was een voorgesteld kanaal door het Verdronken Land van Saeftinghe dat de haven van Antwerpen op de linker Scheldeoever met de Westerschelde zou verbinden. Het kanaal werd vernoemd naar het gehucht Baalhoek in Zeeland. 
Het kanaal paste in grootse plannen uit de jaren 60 van de 20ste eeuw waarin een enorme expansie van de haven werd voorzien. De Waaslandhaven met onder meer het gebouwde en nadien deels gedempte Doeldok is eveneens een deel van deze plannen. De Belgische minister van Openbare Werken, Jos De Saeger, verzocht op 27 september 1967 de Nederlandse minister van Verkeer en Waterstaat formeel om medewerking. De Nederlandse regering stemde in beginsel toe, waarna in mei 1969 de onderhandelingen werden opgestart, die op 19 juni 1975 tot ontwerpverdragen kwamen. Deze werden echter nooit aan het parlement voorgelegd. Na de economische terugval in de jaren 70 bleken de uitbreidingsplannen op grove overschattingen van de groei te steunen. Na protest van de bewoners in het gebied werd de havenuitbreiding in 1978 in eerste instantie beperkt tot het zuidelijke deel van de Scheldepolders, ten zuiden van Doel. Daarmee werd het Baalhoekkanaal voorlopig geschrapt. De reservatiestrook met bijhorend havenuitbreidingsgebied werd wel ingetekend op het gewestplan van 1978. Begin 1981 werd het Baalhoekproject geschrapt uit het bestemmingsplan voor Oost-Zeeuws-Vlaanderen.
Begin jaren 90 drong de Vlaamse regering nog een laatste maal aan op de realisatie van het Baalhoekkanaal, waarbij dit vergeleken werd met een tweede maritieme toegang ter hoogte van Ouden Doel.
In 1998 zijn de plannen voor het Baalhoekkanaal (en het bijbehorende Kieldrechtdok) door de Vlaamse regering officieel opgegeven en werd de reserveringsstrook in het gewestplan geschrapt. De tweede maritieme toegang voor de Waaslandhaven werd toen voorzien aan het einde van het Deurganckdok. De bouw van deze Kieldrechtsluis werd gestart in 2011 en voltooid in 2016.